# St. Jakobus (Lindenholzhausen)

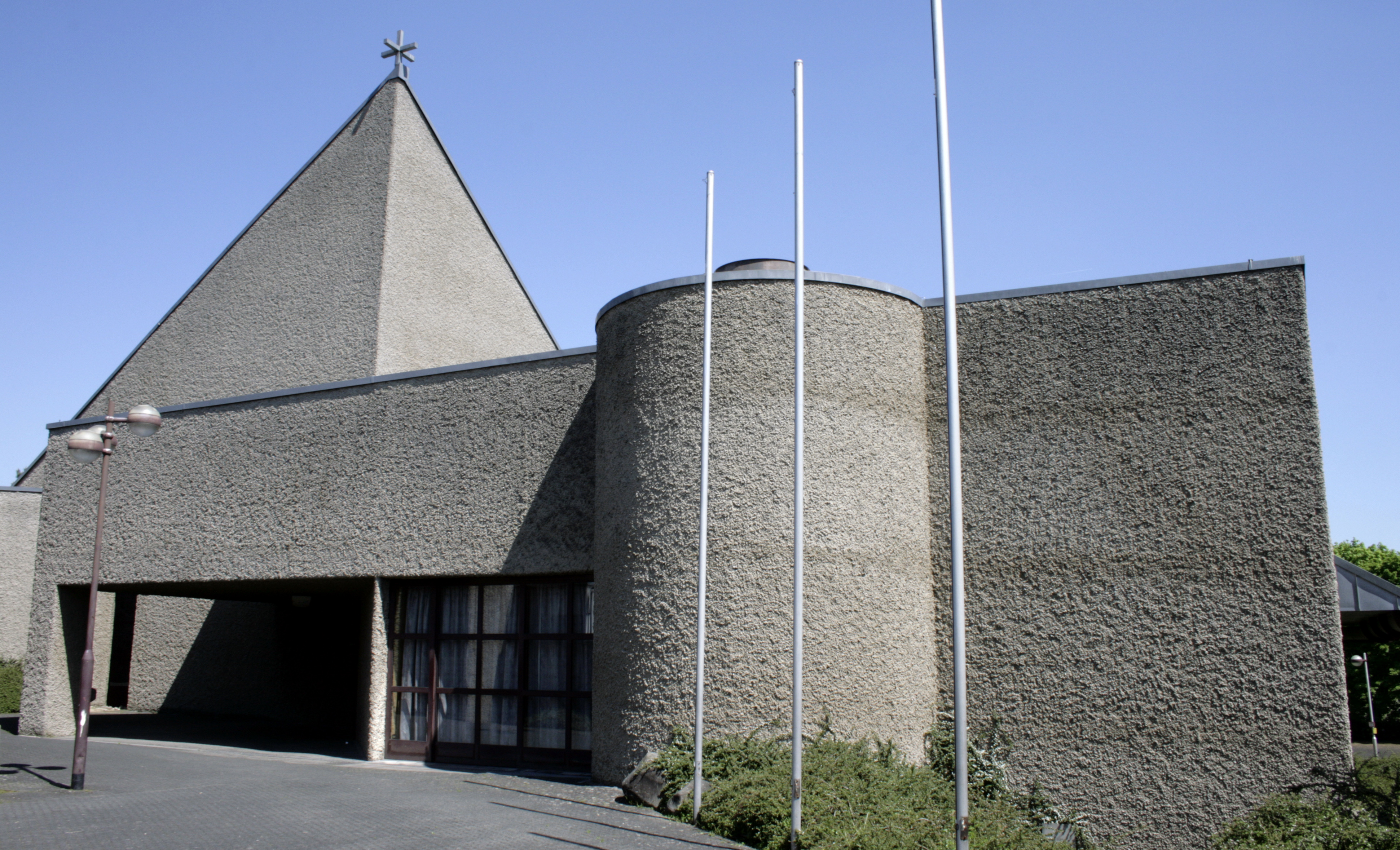
St. Jakobus (Lindenholzhausen)

Die römisch-katholische Pfarrkirche St. Jakobus ist ein denkmalgeschütztes Kirchengebäude, das in Lindenholzhausen, einem Ortsteil der Kreisstadt Limburg an der Lahn im Landkreis Limburg-Weilburg (Hessen) steht. Sie steht unter dem Patrozinium von Jakobus dem Älteren. Die Pfarrgemeinde gehörte bis zum 31. Dezember 2022 zum Pastoralen Raum Dietkirchen im Kirchenbezirk Limburg des Bistums Limburg. Mit der Errichtung der neuen Pfarrei Heilige Katharina Kasper Limburger Land (Sitz: Limburg a. d. Lahn) zum 1. Januar 2023 ist sie eine weitere Kirche in der neuen Pfarrei.

## Beschreibung
Die neue Kirche ist Bestandteil eines Gebäudekomplexes, der 1975–79 nach einem Entwurf von Justus Dahinden am östlichen Ortsrand errichtet wurde. Die Renovierung der alten, in der Ortsmitte gelegenen Kirche hätte zu große Kosten verursacht. Die Kirchenausstattung aus dem 18. Jahrhundert, ein Hochaltar, zwei Nebenaltäre, die Kanzel sowie das Taufbecken aus dem 12./13. Jahrhundert, wurden in den Innenraum integriert. Die 1898 von Carl Horn gebaute Orgel wurde 1980 abgebrochen und durch eine Orgel von Eduard Wagenbach ersetzt.